# Chapelle Notre-Dame-des-Douleurs de Peillon
La chapelle Notre-Dame-des-Douleurs est une chapelle catholique située sur le territoire de la commune de Peillon, en France.

## Localisation
La chapelle est située dans le département français des Alpes-Maritimes, sur la commune de Peillon.

## Historique
La chapelle a été bâtie au milieu du XVe siècle.
Une confrérie des Pénitents blancs a été fondée, probablement à la même époque, mais devait d'abord se réunir dans l'église du château de Peillon. 
Cette confrérie a dû devenir propriétaire de la chapelle, probablement vers 1661, date la plus ancienne des registres de la confrérie conservés. La confrérie a alors fait agrandir la chapelle en ajoutant une courte nef, plus haute et plus large que la chapelle primitive.

## Peintures murales
Cette première chapelle a été décorée par des peintures murales attribuées à Giovanni Canavesio et réalisées vers 1495. Les peintures représentent sur la voûte une Passion en huit scènes : le Christ au Jardin des Oliviers, le Baiser de Judas, le Christ devant Caïphe, la Flagellation et le Reniement de saint Pierre, le Christ outragé par les soldats et les Juifs, le Couronnement d'épines, le Christ devant Pilate, la Pendaison de Judas, le Montée au Calvaire. 
Sur le chevet, au centre une Pietà avec Marie assise au pied de la Croix tenant le Christ sur ses genoux, au-dessus, la Crucifixion avec Marie et Jean, et de part et d'autre de la Pieta, à gauche, saint Antoine, à droite, sainte Pétronille lisant. 
Les peintures de Peillon semblent dériver de celles de la chapelle Notre-Dame-des-Fontaines. Marc Thibout a écrit que ces fresques sont légèrement antérieures à celles de Notre-Dame-des-Fontaines.

## Protection
L'édifice est classé au titre des monuments historiques le 27 mars 2000.